# Integrative Psychological and Behavioral Science
«Integrative Psychological and Behavioral Science» (с англ. — «Интегративная психологическая и поведенческая наука») — ежеквартальный рецензируемый научный журнал, освещающий интеграцию психологии и биологии через эпигенез. Был основан в 1965 году Ганттом (W. Horsley Gantt) и рядом других ученых, под названием Conditional Reflex (Условный рефлекс). В 1966 году был опубликован первый выпуск журнала. В 1974 году журнал был переименован в The Pavlovian Journal of Biological Science (Павловский журнал биологических наук). Своё нынешнее название Integrative Physiological and Behavioral Science издание получило в 1991 году.
С 2007 года издателем проекта выступает Springer Science+Business Media. На данный момент главным редактором издания является Яан Валсинер (Университет Ольборга).
По данным Journal Citation Reports, импакт-фактор журнала за 2017 год составляет 1,295.